# Anton Cerer
Anton M. (Tone) Cerer (Kamnik, 30 oktober 1916 – Cleveland (Ohio), 25 mei 2006) was een Sloveens zwemmer, uitkomende voor Joegoslavië. Als eerste Sloveense/Joegoslavische zwemmer won hij een medaille op de Europese kampioenschappen zwemmen.

## Biografie
Tone Cerer werd in 1916 geboren in de Sloveense stad Kamnik, toentertijd behorend tot het keizerrijk Oostenrijk-Hongarije. Zijn zwemcarrière werd onderbroken door de Tweede Wereldoorlog, maar hij nam in 1936 en in 1948 namens Joegoslavië deel aan de Olympische Spelen en was present op de EK zwemmen van 1938, 1947 en van 1950. Cerer won de bronzen medaille op de 200 meter schoolslag bij de EK 1938 en behaalde negen jaar later de zilveren medaille op diezelfde afstand. Een jaar erna, bij de Spelen van Londen, werd hij op die afstand vijfde. In de jaren vijftig emigreerde Cerer naar de Verenigde Staten.
Tussen 1983 en 2002 kwam hij bij de masters uit en domineerde hij op de wereldkampioenschappen in zijn leeftijdscategorie 80+ bij de disciplines schoolslag, vlinderslag en wisselslag. Hij overleed in mei 2006 op negenentachtigjarige leeftijd nadat hij uitgleed in een zwembad in het Amerikaanse Cleveland, terwijl hij trainde voor de wereldkampioenschappen masters.